# Brug 499
Brug 499 is een vaste brug in Amsterdam-Noord.
De brug is gelegen in de Meteorenweg, jarenlang de breedste straat in Tuindorp Oostzaan. Ze voert over de Oostertocht (een tocht is een hoofdwatergang).
De brug heeft de vorm van een duikerbrug met een relatief brede doorlaat. Het bouwwerk heeft borstweringen en balustrades van beton; tussen borstwering en balustrades bevinden zich groeven. De brug heeft aan beide slechts een leuningelement. De brug werd uitgevoerd in de standaardkleuren van Amsterdam, wit (in de loop der jaren vergrijsd) en blauw. Het geheel wordt gedragen door een betonnen paalfundering.
De brug is fors uitgevoerd; de brug diende vanaf 1965 voor lange tijd als aan- / afvoerroute van de Coentunnelweg van/naar Amsterdam-Noord. Vanwege die functie is zij niet ontworpen door de Dienst der Publieke Werken maar door architecten van Rijkswaterstaat. 
<<< · 400 · 401 · 402 · 403 · 404 · 405 · 406 · 407 · 408 · 409 · 410 · 411 · 413 · 414 · 415 · 416 · 417 · 418 · 419 · 420 · 421 · 422 · 423 · 424 · 425 · 427 · 429 · 430 · 431 · 432 · 433 · 434 · 435 · 436 · 437 · 438 · 439 · 440 · 441 · 442 · 443 · 444 · 445 · 446 · 447 · 448 · 449 · 450 · 451 · 452 · 453 · 454 · 455 · 456 · 457 · 458 · 459 · 460 · 461 · 462 · 463 · 464 · 465 · 466 · 469 · 470 · 471 · 472 · 473 · 474 · 475 · 476 · 478 · 479 · 480 · 482 · 483 · 485 · 486 · 487 · 488 · 489 · 490 · 491 · 492 · 493 · 494 · 495 · 496 · 497 · 499 · >>>
Brugnummers 412, 426, 428, 467, 468, 477, 481, 484 en 498 zijn niet (meer) vergeven.